# 1098
1098 (MXCVIII) fue un año común comenzado en viernes del calendario juliano.

## Acontecimientos
- 3 de junio: en Turquía, los cruzados católicos conquistan Antioquía.
- 12 de diciembre: en Maarat an-Numan (Siria), en el transcurso de la Primera Cruzada, tras dos semanas de sitio, los habitantes llegan a un acuerdo con los cruzados, de no ofrecer más resistencia y entregar la ciudad.
- En Cîteaux (Francia), Roberto de Molesmes funda la abadía de Císter donde creará la Orden Cisterciense.
- En México 8 Venado ocupa el trono de Tilantongo, principal centro político de la Mixteca alta.
- El Imperio bizantino recupera Esmirna, Éfeso y Sardis.
- El rey noruego Magnus el Descalzo conquista las Islas Orcadas, las Hébridas y la Isla de Man.
- El rey Alfonso VI de Castilla , encontrando arruinada la villa de Almazán, la pobló de nuevo.

## Nacimientos
- 16 de septiembre: Hildegard de Bingen, abadesa, médica, compositora y escritora alemana.
- Juan de Saint-Malo (n. 1168), monje cisterciense y santo católico.

## Fallecimientos
- 3 de enero: Walkelin, primer obispo de Winchester (Inglaterra).
- 1 de agosto: Ademar de Monteil, obispo francés.
- 1 de diciembre: Domnall Ua hÉnna, obispo irlandés.